# Championnats du monde de taekwondo 2017
Navigation
Tcheliabinsk 2015 Manchester 2019
Les Championnats du monde de taekwondo 2017 se déroulent du 24 au 30 juin à Muju (Corée du Sud). 16 épreuves de taekwondo figurent au programme, huit masculines et huit féminines, et classées par catégories de poids.

## Podiums

### Hommes
| Catégorie              | Or                          | Argent             | Bronze                 |
| ---------------------- | --------------------------- | ------------------ | ---------------------- |
| Poids fin (–54 kg)     | Kim Tae-hun                 | Armin Hadipour     | Vito Dell'Aquila       |
| Poids fin (–54 kg)     | Kim Tae-hun                 | Armin Hadipour     | Ramnarong Sawekwiharee |
| Poids mouche (–58 kg)  | Jeong Yun-jo                | Mikhail Artamonov  | Carlos Navarro         |
| Poids mouche (–58 kg)  | Jeong Yun-jo                | Mikhail Artamonov  | Jesús Tortosa          |
| Poids coq (–63 kg)     | Zhao Shuai                  | Mirhashem Hosseini | Bradly Sinden          |
| Poids coq (–63 kg)     | Zhao Shuai                  | Mirhashem Hosseini | Mahammad Mammadov      |
| Poids plume (–68 kg)   | Lee Dae-hoon                | Huang Yu-jen       | Vladimir Dalakliev     |
| Poids plume (–68 kg)   | Lee Dae-hoon                | Huang Yu-jen       | Ahmad Abu-Ghaush       |
| Poids léger (–74 kg)   | Maksim Khramtsov            | Nikita Rafalovich  | Masoud Hajji-Zavareh   |
| Poids léger (–74 kg)   | Maksim Khramtsov            | Nikita Rafalovich  | Kairat Sarymsakov      |
| Poids welters (–80 kg) | Milad Beigi                 | Anton Kotkov       | Damon Sansum           |
| Poids welters (–80 kg) | Milad Beigi                 | Anton Kotkov       | Aaron Cook             |
| Poids moyens (–87 kg)  | Alexander Bachmann          | Vladislav Larin    | In Kyo-don             |
| Poids moyens (–87 kg)  | Alexander Bachmann          | Vladislav Larin    | Ivan Trajkovič         |
| Poids lourds (+87 kg)  | Abdoulrazak Issoufou Alfaga | Mahama Cho         | Anthony Obame          |
| Poids lourds (+87 kg)  | Abdoulrazak Issoufou Alfaga | Mahama Cho         | Roman Kuznetsov        |

### Femmes
| Catégorie             | Or              | Argent                 | Bronze                    |
| --------------------- | --------------- | ---------------------- | ------------------------- |
| Poids Fin (–46 kg)    | Sim Jae-young   | Trương Thị Kim Tuyến   | Andrea Ramírez            |
| Poids Fin (–46 kg)    | Sim Jae-young   | Trương Thị Kim Tuyến   | Napaporn Charanawat       |
| Poids mouche (–49 kg) | Vanja Stanković | Panipak Wongpattanakit | Wenren Yuntao             |
| Poids mouche (–49 kg) | Vanja Stanković | Panipak Wongpattanakit | Kristina Tomić            |
| Poids coq (–53 kg)    | Zeliha Ağrıs    | Tatiana Kudashova      | Dinorahon Mamadibragimova |
| Poids coq (–53 kg)    | Zeliha Ağrıs    | Tatiana Kudashova      | Inese Tarvida             |
| Poids plume (–57 kg)  | Lee Ah-reum     | Hatice Kübra İlgün     | Jade Jones                |
| Poids plume (–57 kg)  | Lee Ah-reum     | Hatice Kübra İlgün     | Nikita Glasnović          |
| Poids léger (–62 kg)  | Ruth Gbagbi     | Kimia Alizadeh         | Kim So-hee                |
| Poids léger (–62 kg)  | Ruth Gbagbi     | Kimia Alizadeh         | Tatiana Kuzmina           |
| Poids Welter (–67 kg) | Nur Tatar       | Paige McPherson        | Kim Jan-di                |
| Poids Welter (–67 kg) | Nur Tatar       | Paige McPherson        | Zhang Mengyu              |
| Poids moyens (–73 kg) | Milica Mandić   | Oh Hye-ri              | María Espinoza            |
| Poids moyens (–73 kg) | Milica Mandić   | Oh Hye-ri              | Reshmie Oogink            |
| Poids lourds (+73 kg) | Bianca Walkden  | Jackie Galloway        | Zheng Shuyin              |
| Poids lourds (+73 kg) | Bianca Walkden  | Jackie Galloway        | An Sae-bom                |

## Tableau des médailles
| Rang  | Nation         | Or | Argent | Bronze | Total |
| ----- | -------------- | -- | ------ | ------ | ----- |
| 1     | Corée du Sud   | 5  | 1      | 4      | 10    |
| 2     | Turquie        | 2  | 1      | 0      | 3     |
| 3     | Serbie         | 2  | 0      | 0      | 2     |
| 4     | Russie         | 1  | 4      | 2      | 7     |
| 5     | Royaume-Uni    | 1  | 1      | 3      | 5     |
| 6     | Chine          | 1  | 0      | 3      | 4     |
| 7     | Azerbaïdjan    | 1  | 0      | 1      | 2     |
| 8     | Allemagne      | 1  | 0      | 0      | 1     |
| 8     | Côte d'Ivoire  | 1  | 0      | 0      | 1     |
| 8     | Niger          | 1  | 0      | 0      | 1     |
| 11    | Iran           | 0  | 3      | 1      | 4     |
| 12    | États-Unis     | 0  | 2      | 0      | 2     |
| 13    | Thaïlande      | 0  | 1      | 2      | 3     |
| 14    | Ouzbékistan    | 0  | 1      | 1      | 2     |
| 15    | Taipei chinois | 0  | 1      | 0      | 1     |
| 15    | Viêt Nam       | 0  | 1      | 0      | 1     |
| 17    | Mexique        | 0  | 0      | 2      | 2     |
| 18    | Bulgarie       | 0  | 0      | 1      | 1     |
| 18    | Colombie       | 0  | 0      | 1      | 1     |
| 18    | Croatie        | 0  | 0      | 1      | 1     |
| 18    | Espagne        | 0  | 0      | 1      | 1     |
| 18    | Gabon          | 0  | 0      | 1      | 1     |
| 18    | Italie         | 0  | 0      | 1      | 1     |
| 18    | Jordanie       | 0  | 0      | 1      | 1     |
| 18    | Kazakhstan     | 0  | 0      | 1      | 1     |
| 18    | Lettonie       | 0  | 0      | 1      | 1     |
| 18    | Moldavie       | 0  | 0      | 1      | 1     |
| 18    | Pays-Bas       | 0  | 0      | 1      | 1     |
| 18    | Slovénie       | 0  | 0      | 1      | 1     |
| 18    | Suède          | 0  | 0      | 1      | 1     |
| Total | Total          | 16 | 16     | 32     | 64    |

## Classement des équipes
| Hommes Cette section est vide, insuffisamment détaillée ou incomplète. Votre aide est la bienvenue ! Comment faire ? Femmes Cette section est vide, insuffisamment détaillée ou incomplète. Votre aide est la bienvenue ! Comment faire ? |